# COVID-19-Pandemie in Dominica
Die COVID-19-Pandemie in Dominica tritt als regionales Teilgeschehen des weltweiten Ausbruchs der Atemwegserkrankung COVID-19 auf und beruht auf Infektionen mit dem Ende 2019 neu aufgetretenen Virus SARS-CoV-2 aus der Familie der Coronaviren. Die COVID-19-Pandemie breitet sich seit Dezember 2019 von China ausgehend aus. Ab dem 11. März 2020 stufte die Weltgesundheitsorganisation (WHO) das Ausbruchsgeschehen des neuartigen Coronavirus als Pandemie ein.

## Verlauf
Am 22. März 2020 wurde die erste COVID-19-Erkrankung in Dominica bestätigt. Es handelte sich um einen Mann, der aus dem Vereinigten Königreich zurückgekehrt war. Im WHO-Situationsbericht tauchte dieser Fall erstmals am 24. März 2020 auf.
Bis zum 23. April 2020 wurden von der WHO 16 COVID-19-Erkrankungen in Dominica bestätigt. Am 17. Mai 2020 bestätigte die Regierung Dominicas die Genesung des bis dato letzten Infizierten.

## Statistik
Die Fallzahlen entwickelten sich während der COVID-19-Pandemie in Dominica wie folgt:

### Infektionen

Bestätigte Infizierte in Dominica nach Daten der WHO. Oben kumuliert, unten Tageswerte

### Todesfälle

Bestätigte Todesfälle in Dominica nach Daten der WHO. Oben kumuliert, unten Tageswerte